# Glenn Loovens
Glenn Loovens (Doetinchem, Países Bajos, 22 de septiembre de 1983) es un exfutbolista neerlandés que jugaba de defensa.

## Biografía
Empezó su carrera profesional en 2001 en el Feyenoord. Ese año su equipo se proclamó campeón de la Copa de la UEFA al derrotar en la final al Borussia de Dortmund por tres goles a dos. No jugaba muchos partidos con el Feyenoord, así que el equipo decide cederlo. De esta manera Glenn Loovens militó en el Excelsior Rotterdam, De Graafschap y en el Cardiff City galés.
Este último equipo, debido al gran rendimiento de Loovens, decidió comprarlo, por lo que pagó 325 000 euros al Feyenoord para quedárselo en propiedad. Con este equipo consigue llegar a la final de la Copa de Inglaterra en 2008, aunque finalmente el título se lo llevó el Portsmouth FC al imponerse en la final por un gol a cero.
Ese verano firmó un contrato con el Celtic de Glasgow, equipo que tuvo que realizar un desembolso económico de 3 250 000 € para poder hacerse con sus servicios. Su debut con su nuevo equipo se produjo el 23 de agosto en el partido Celtic 3-0 Falkirk FC.
Tras la temporada 2011-12 quedó libre y el 16 de julio fichó por el Real Zaragoza de la Primera División española por dos temporadas más una opcional.
El 16 de agosto de 2013 se anunció oficialmente su desvinculación al Real Zaragoza, y así volvió a quedar libre. A finales de noviembre de 2013 fichó por el Sheffield Wednesday FC de la Football League Championship.
El 20 de julio de 2018 se comprometió con el Sunderland A. F. C. por dos temporadas. En agosto de 2019 se desvinculó del club.
Tras su retirada regresó al Celtic F. C. para trabajar como ojeador.

## Selección nacional
Jugó seis partidos con la selección sub-21 neerlandesa, y participó en dos ocasiones con la selección absoluta.

## Clubes
| Club                        | País         | Año       |
| --------------------------- | ------------ | --------- |
| Feyenord                    | Países Bajos | 2001-2006 |
| S. B. V. Excelsior (cedido) | Países Bajos | 2004      |
| De Graafschap (cedido)      | Países Bajos | 2005      |
| Cardiff City F. C. (cedido) | Gales        | 2005-2006 |
| Cardiff City F. C.          | Gales        | 2006-2008 |
| Celtic F. C.                | Escocia      | 2008-2012 |
| Real Zaragoza               | España       | 2012-2013 |
| Sheffield Wednesday F. C.   | Inglaterra   | 2013-2018 |
| Sunderland A. F. C.         | Inglaterra   | 2018-2019 |

## Títulos
- 1 Copa de la UEFA (Feyenoord Rotterdam, 2001-2002)
- 1 Copa de la liga de Escocia (Celtic FC, 2008-2009)
- 1 Copa de Escocia (Celtic FC, 2010-2011)
- 1 Scottish Premier League (Celtic FC, 2011-2012)